# Parfondeval (Aisne)
Parfondeval település Franciaországban, Aisne megyében. Lakosainak száma 141 fő (2022. január 1.). Parfondeval Archon, Brunehamel, Dohis, Grandrieux, Résigny, Rouvroy-sur-Serre és Rozoy-sur-Serre községekkel határos.

## Népesség
A település népességének változása:
| Lakosok száma | 226  | 193  | 177  | 161  | 144  | 142  | 142  | 139  | 138  | 141  |
|               | 1968 | 1982 | 1990 | 2006 | 2013 | 2015 | 2017 | 2019 | 2020 | 2022 |